# Liga del Norte de Coahuila 2022
La Temporada 2022 de la Liga del Norte de Coahuila fue la edición número 53 de la tercera etapa de este circuito. Tuvo como inicio el 17 de abril.
Para este año hubo un incremento en el número de equipos de 8 a 10 respecto a la temporada anterior, los equipos de Saraperos de Saltillo, Ferrocarrileros de Ramos Arizpe y Mets de Agujita dejaron de participar en esta edición. En su lugar participaron Agricultores de Morelos,  Barreteros de Barroterán, Lobos de Nava, Mets de Frontera y Mineros de Nueva Rosita, el resto de los equipos se mantuvo.
Los Mineros de Nueva Rosita se coronaron campeones al derrotar en la Serie Final a los Bravos de Sabinas por 4 juegos a 0. 

## Equipos participantes
| Liga del Norte de Coahuila 2022 |         |                          |
| Equipo                          | Mánager | Sede                     |
| Agricultores de Morelos         |         | Morelos, Coahuila        |
| Azules de Piedras Negras        |         | Piedras Negras, Coahuila |
| Barreteros de Barroterán        |         | Barroterán, Coahuila     |
| Bravos de Sabinas               |         | Sabinas, Coahuila        |
| Carboneros de Nava              |         | Nava, Coahuila           |
| Halcones de CEUC Monclova       |         | Monclova, Coahuila       |
| Lobos de Nava                   |         | Nava, Coahuila           |
| Mets de Frontera                |         | Frontera, Coahuila       |
| Mineros de Nueva Rosita         |         | Nueva Rosita, Coahuila   |
| Tuzos de Palaú                  |         | Palaú, Coahuila          |

## Posiciones
- Actualizadas las posiciones al 24 de julio de 2022.

| Liga del Norte de Coahuila | Liga del Norte de Coahuila | Liga del Norte de Coahuila | Liga del Norte de Coahuila | Liga del Norte de Coahuila |
| Equipo                     | JG                         | JP                         | PCT                        | JV                         |
| -------------------------- | -------------------------- | -------------------------- | -------------------------- | -------------------------- |
| Monclova                   | 23                         | 5                          | .821                       | -                          |
| Morelos                    | 19                         | 9                          | .679                       | 4.0                        |
| Nava                       | 18                         | 10                         | .643                       | 5.0                        |
| Nueva Rosita               | 16                         | 12                         | .571                       | 7.0                        |
| Frontera                   | 15                         | 13                         | .536                       | 8.0                        |
| Sabinas                    | 14                         | 14                         | .500                       | 9.0                        |
| Barroterán                 | 13                         | 15                         | .464                       | 10.0                       |
| Piedras Negras             | 9                          | 17                         | .346                       | 13.0                       |
| Palaú                      | 6                          | 22                         | .214                       | 17.0                       |
| Lobos                      | 5                          | 21                         | .192                       | 17.0                       |

| Clasificado a los playoffs |

## Playoffs
|  | Primer Playoff | Primer Playoff | Primer Playoff |          |   | Final        | Final | Final |  |   | Final        | Final | Final |  |
|  |                |                |                |          |   |              |       |       |  |   |              |       |       |  |
|  |                |                |                |          |   |              |       |       |  |   |              |       |       |  |
|  | 4              | Nueva Rosita   | 3              |          |   |              |       |       |  |   |              |       |       |  |
|  | 4              | Nueva Rosita   | 3              |          |   |              |       |       |  |   |              |       |       |  |
|  | 3              | Nava           | 0              |          |   |              |       |       |  |   |              |       |       |  |
|  | 3              | Nava           | 0              |          | 4 | Nueva Rosita | 3     |       |  |   |              |       |       |  |
|  |                |                |                |          | 4 | Nueva Rosita | 3     |       |  |   |              |       |       |  |
|  |                |                | 2              | Morelos  | 2 |              |       |       |  |   |              |       |       |  |
|  | 5              | Frontera       | 2              | Morelos  | 2 | 0            |       |       |  |   |              |       |       |  |
|  | 5              | Frontera       |                |          |   |              |       |       |  |   |              |       |       |  |
|  | 2              | Morelos        | 3              |          |   |              |       |       |  |   |              |       |       |  |
|  | 2              | Morelos        | 3              |          |   |              |       |       |  | 4 | Nueva Rosita | 4     |       |  |
|  |                |                |                |          |   |              |       |       |  | 4 | Nueva Rosita | 4     |       |  |
|  |                |                | 6              | Sabinas  | 0 |              |       |       |  |   |              |       |       |  |
|  |                |                | 6              | Sabinas  | 0 |              |       |       |  |   |              |       |       |  |
|  |                |                |                |          |   |              |       |       |  |   |              |       |       |  |
|  |                |                |                |          |   |              |       |       |  |   |              |       |       |  |
|  |                | 6              | Sabinas        | 3        |   |              |       |       |  |   |              |       |       |  |
|  |                |                |                | 3        |   |              |       |       |  |   |              |       |       |  |
|  |                |                | 1              | Monclova | 2 |              |       |       |  |   |              |       |       |  |
|  | 6              | Sabinas        | 1              | Monclova | 2 | 2            |       |       |  |   |              |       |       |  |
|  | 6              | Sabinas        |                |          |   |              |       |       |  |   |              |       |       |  |
|  | 1              | Monclova       | 3              |          |   |              |       |       |  |   |              |       |       |  |
|  | 1              | Monclova       | 3              |          |   |              |       |       |  |   |              |       |       |  |
|  |                |                |                |          |   |              |       |       |  |   |              |       |       |  |